# Saint-Régis-du-Coin
Saint-Régis-du-Coin [sɛ̃ ʁeʒis dy kwɛ̃] est une commune française située dans le département de la Loire, en région Auvergne-Rhône-Alpes.

## Géographie
La commune se trouve au sud-est du département de la Loire, dans le parc naturel régional du Pilat. Elle est située à 21 km de Saint-Étienne, préfecture du département.
|         | Saint-Genest-Malifaux | La Versanne          |
| Marlhes | Saint-Régis-du-Coin   | Saint-Sauveur-en-Rue |
|         | Riotord               |                      |

### Relief
La commune est en zone de montagne au titre de la loi Montagne. Son bourg se situe à 1 071 m d'altitude.

### Climat
Pour des articles plus généraux, voir Climat d'Auvergne-Rhône-Alpes et Climat de la Loire.
En 2010, le climat de la commune est de type climat de montagne, selon une étude du Centre national de la recherche scientifique s'appuyant sur une série de données couvrant la période 1971-2000. En 2020, Météo-France publie une typologie des climats de la France métropolitaine dans laquelle la commune est exposée à un climat de montagne ou de marges de montagne et est dans la région climatique Sud-est du Massif Central, caractérisée par une pluviométrie annuelle de 1 000 à 1 500 mm, minimale en été, maximale en automne.
Pour la période 1971-2000, la température annuelle moyenne est de 7,8 °C, avec une amplitude thermique annuelle de 15,8 °C. Le cumul annuel moyen de précipitations est de 1 064 mm, avec 10,4 jours de précipitations en janvier et 7 jours en juillet. Pour la période 1991-2020, la température moyenne annuelle observée sur la station météorologique de Météo-France la plus proche, « Saint-Romain-Lachalm », sur la commune de Saint-Romain-Lachalm à 9 km à vol d'oiseau, est de 9,2 °C et le cumul annuel moyen de précipitations est de 923,5 mm,. Pour l'avenir, les paramètres climatiques de la commune estimés pour 2050 selon différents scénarios d'émission de gaz à effet de serre sont consultables sur un site dédié publié par Météo-France en novembre 2022.

### Hydrographie
La commune est drainée par le Dunerette, qui devient en aval La Dunières.

### Milieux naturels et biodiversité

#### Sites Natura 2000
Le réseau Natura 2000 est un réseau écologique européen de sites naturels d'intérêt écologique élaboré à partir des Directives « Habitats » et « Oiseaux ». Ce réseau est constitué de Zones spéciales de conservation (ZSC) et de Zones de protection spéciale (ZPS). Dans les zones de ce réseau, les États membres s'engagent à maintenir dans un état de conservation favorable les types d'habitats et d'espèces concernés, par le biais de mesures réglementaires, administratives ou contractuelles. L'objectif est de promouvoir une gestion adaptée des habitats tout en tenant compte des exigences économiques, sociales et culturelles, ainsi que des particularités régionales et locales de chaque État membre. Les activités humaines ne sont pas interdites, dès lors que celles-ci ne remettent pas en cause significativement l'état de conservation favorable des habitats et des espèces concernés.
Une partie du territoire communal est incluse dans le site Natura 2000 des « Tourbières du Pilat et landes de Chaussitre » d'une superficie de 351 ha.

## Urbanisme

### Typologie
Au 1er janvier 2024, Saint-Régis-du-Coin est catégorisée commune rurale à habitat très dispersé, selon la nouvelle grille communale de densité à sept niveaux définie par l'Insee en 2022.
Elle est située hors unité urbaine. Par ailleurs la commune fait partie de l'aire d'attraction de Saint-Étienne, dont elle est une commune de la couronne,. Cette aire, qui regroupe 105 communes, est catégorisée dans les aires de 200 000 à moins de 700 000 habitants,.

### Occupation des sols
L'occupation des sols de la commune, telle qu'elle ressort de la base de données européenne d’occupation biophysique des sols Corine Land Cover (CLC), est marquée par l'importance des forêts et milieux semi-naturels (56,9 % en 2018), en diminution par rapport à 1990 (59 %). La répartition détaillée en 2018 est la suivante : forêts (48,8 %), prairies (34,3 %), zones agricoles hétérogènes (8,7 %), milieux à végétation arbustive et/ou herbacée (8,2 %). L'évolution de l’occupation des sols de la commune et de ses infrastructures peut être observée sur les différentes représentations cartographiques du territoire : la carte de Cassini (XVIIIe siècle), la carte d'état-major (1820-1866) et les cartes ou photos aériennes de l'IGN pour la période actuelle (1950 à aujourd'hui).

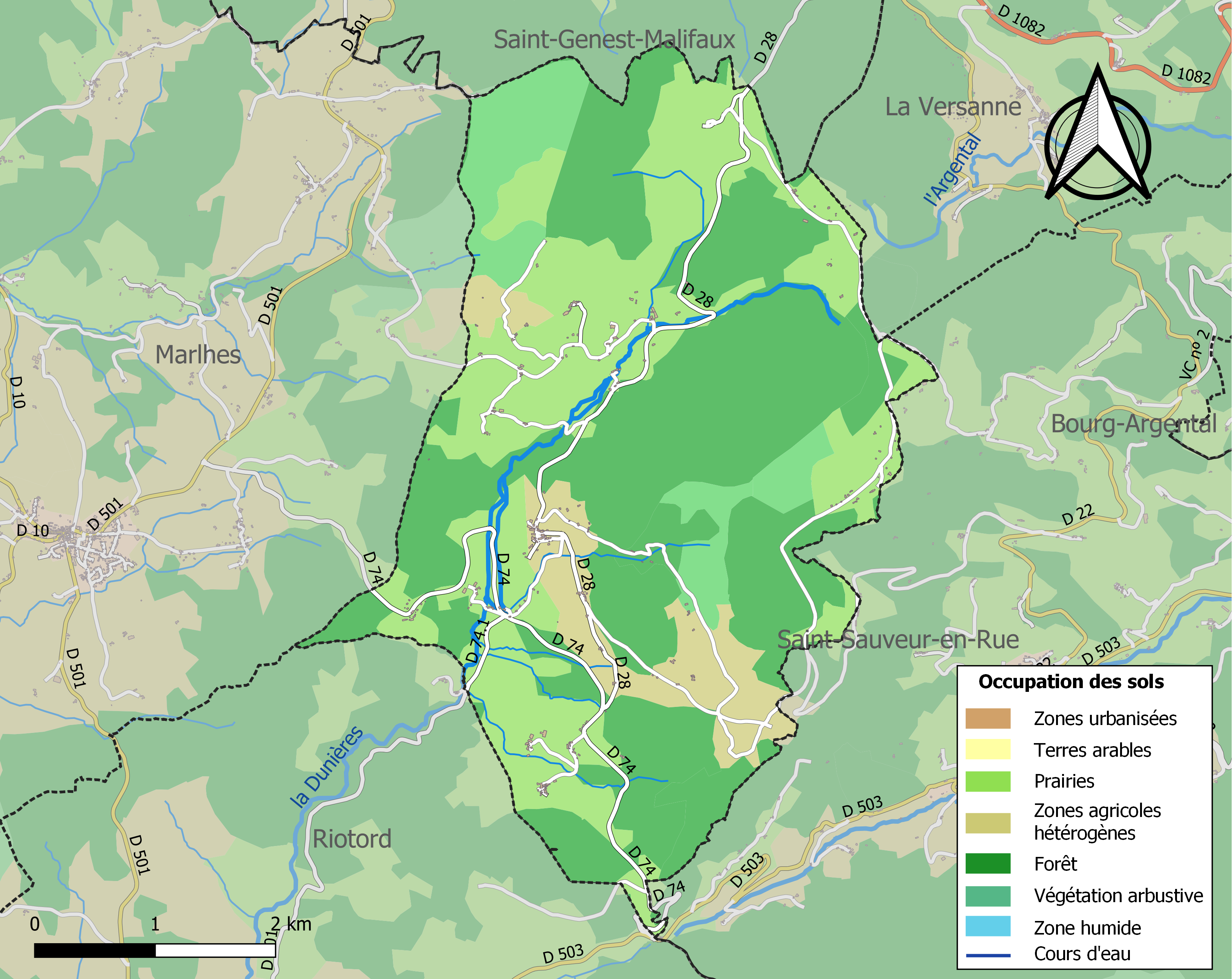
Carte des infrastructures et de l'occupation des sols de la commune en 2018 (CLC).

## Histoire
La commune est récente, elle ne date que de 1858. Son territoire a été créé à partir de parcelles prises sur les communes voisines de Marlhes et Saint-Sauveur-en-Rue. Son nom provient d'un lieu-dit nommé le Coin situé, à l'époque, non loin du bourg actuel. On y ajoutera "Saint-Régis" pour se faire pardonner, comme le veut la tradition orale, un mauvais accueil réservé à celui qui deviendra saint Jean-François Régis.
Ce qui en fait la seule commune en France à porter le nom de cet apôtre du Velay et du Vivarais.

## Politique et administration
| Période                                  | Période  | Identité             | Étiquette | Qualité |
| ---------------------------------------- | -------- | -------------------- | --------- | ------- |
| Les données manquantes sont à compléter. |          |                      |           |         |
| 1969                                     | 1983     | Camille Frachon      |           |         |
| 1983                                     | 1989     | Marie Josèphe Brunon |           |         |
| 1989                                     | 1995     | Louis Pouly          |           |         |
| 1995                                     | 2001     | Joseph Malochet      |           |         |
| 2001                                     | 2008     | Philippe Croizat     |           |         |
| 2008                                     | 2014     | Pierre-Jean Parat    |           |         |
| mars 2014                                | En cours | André Vermeersch     |           |         |

## Démographie
L'évolution du nombre d'habitants est connue à travers les recensements de la population effectués dans la commune depuis 1861. Pour les communes de moins de 10 000 habitants, une enquête de recensement portant sur toute la population est réalisée tous les cinq ans, les populations de référence des années intermédiaires étant quant à elles estimées par interpolation ou extrapolation. Pour la commune, le premier recensement exhaustif entrant dans le cadre du nouveau dispositif a été réalisé en 2004.

En 2022, la commune comptait 416 habitants, en évolution de +9,47 % par rapport à 2016 (Loire : +1,32 %, France hors Mayotte : +2,11 %).
| 1861 | 1866 | 1872 | 1876 | 1881 | 1886 | 1891 | 1896 | 1901 |
| ---- | ---- | ---- | ---- | ---- | ---- | ---- | ---- | ---- |
| 826  | 848  | 821  | 769  | 772  | 810  | 773  | 728  | 750  |

| 1906 | 1911 | 1921 | 1926 | 1931 | 1936 | 1946 | 1954 | 1962 |
| ---- | ---- | ---- | ---- | ---- | ---- | ---- | ---- | ---- |
| 800  | 734  | 589  | 589  | 552  | 507  | 461  | 465  | 402  |

| 1968 | 1975 | 1982 | 1990 | 1999 | 2004 | 2006 | 2009 | 2014 |
| ---- | ---- | ---- | ---- | ---- | ---- | ---- | ---- | ---- |
| 333  | 265  | 292  | 283  | 337  | 367  | 371  | 375  | 380  |

| 2019 | 2022 | - | - | - | - | - | - | - |
| ---- | ---- | - | - | - | - | - | - | - |
| 402  | 416  | - | - | - | - | - | - | - |

## Économie
Les activités économiques sont liées à l'agriculture de moyenne montagne, sylviculture et tourisme. Aujourd'hui, la commune est dans une dynamique de périurbanisation avec l'arrivée d'habitants travaillant à Saint-Étienne.

### Tourisme
- L'Espace nordique des monts du Pilat
- Foyer de ski de fond
- Randonnées

## Culture locale et patrimoine

### Lieux et monuments

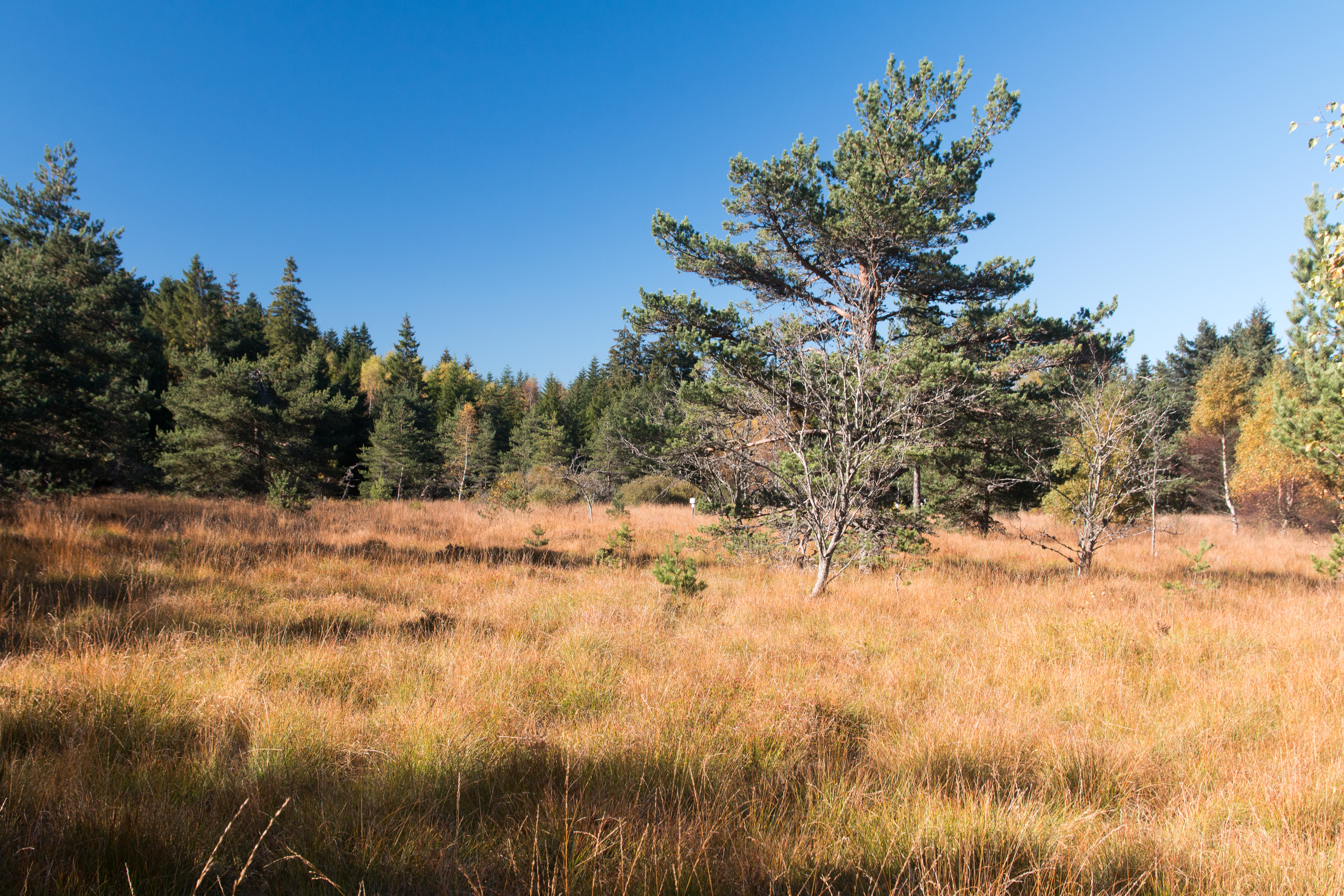
Tourbière de Gimel

- Église Saint-Régis de Saint-Régis-du-Coin.
- La tourbière de Gimel est une tourbière protégée de 9 ha. Des fosses rectangulaires sont la marque d'une exploitation ancienne, tout comme le réseau hydraulique témoin du nécessaire drainage[19].

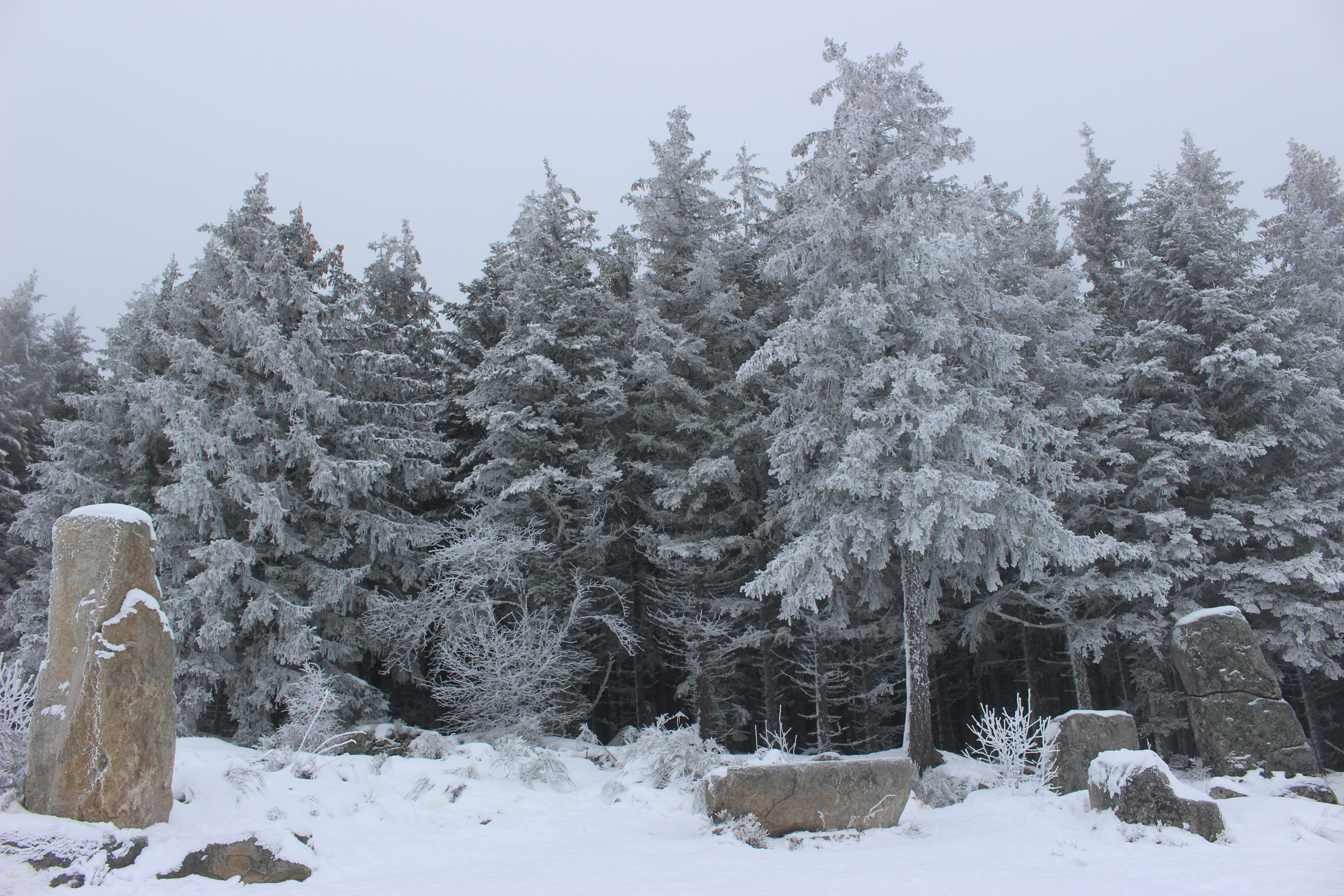
Panère

- PanèrePanère, point culminant de la commune à 1 302 mètres.
- Le Crêt de Chaussitre, montagne culminant à 1 240 mètres.
- La Pierre des Trois Evêques[20]

### Personnalités liées à la commune
- Jean-François Régis (1597-1640), prêtre jésuite français, dont la commune porte le nom en son hommage.